# 84 Charing Cross Road (película)
84 Charing Cross Road es una película de 1987 dirigida por David Hugh Jones y basada en el libro del mismo nombre donde Helene Hanff reproduce la correspondencia mantenida durante años con el empleado de una librería de Londres.

## Argumento
Una escritora americana, Helene Hanff (interpretada por Anne Bancroft), que vive en Nueva York, busca algunos libros. Entra en contacto con una librería de libros usados especializada de Londres, el número 84 de Charing Cross.
Inicia así una relación epistolar de veinte años con Frank Doel (Anthony Hopkins), empleado de la librería; y que la llevará incluso a enviar comida a los empleados de la librería, cuando se entera de que Londres vive aún sumergida en una economía de posguerra. Los dos no se encontrarán nunca, pero terminarán siendo amigos, compartiendo el amor por los libros, por la literatura, por la lectura.

## Reparto
| Pista            | Título                 |
| ---------------- | ---------------------- |
| Anne Bancroft    | Helene Hanff           |
| Anthony Hopkins  | Frank Doel             |
| Judi Dench       | Nora Doel              |
| Mercedes Ruehl   | Kay                    |
| Maurice Denham   | George Martin          |
| Eleanor David    | Cecily Farr            |
| Jean De Baer     | Maxine Stuart          |
| Daniel Gerroll   | Brian                  |
| Wendy Morgan     | Megan Wells            |
| Ian McNeice      | Bill Humphries         |
| J. Smith-Cameron | Ginny                  |
| Connie Booth     | the Lady from Delaware |
| Tony Todd        | Demolition Worker      |

## Premios
British Academy of Film and Television Arts (BAFTA) a Anne Bancroft, como mejor actriz protagonista (1987).